# Maqsuda Vorisova
Maqsuda Azizovna Vorisova (née le 20 janvier 1961 à Tachkent) est une femme politique ouzbèke. Membre des deux chambres de l'Oliy Majlis à un certain point de sa carrière, elle est la candidate du parti démocratique populaire d'Ouzbékistan à l'élection présidentielle de 2021 où elle finit deuxième.

## Biographie
Vorisova naît à Tachkent en RSS d'Ouzbékistan en 1961. En 1984, elle gradue de l'Institut médical d'État de Tachkent. Lors de son passage à l'institut, elle se spécialise dans le domaine de la thérapie. Par la suite, elle quitte la capitale pour le district connexe de Zangiata où elle travaille au Centre médical Nazarbek pendant plus de trente ans, dont cinq à la tête de l'établissement.
Entre 2009 et 2014, elle siège dans l'administration du district où elle pratique la médecine. Par la suite, elle rejoint le conseil régional de la province de Tachkent tout en étant sénatrice au niveau national. Depuis 2018, elle est vice-présidente du parti démocratique populaire d'Ouzbékistan. L'année suivante, elle est élue lors des élections législatives de 2019-2020 où elle représente la circonscription du district de Zangiata.
Lors de son passage au parlement, elle occupe un rôle important dans le comité sur la santé, un dossier particulièrement important dans le cadre de la pandémie de Covid-19. De plus, elle dirige le comité sur les femmes. Son impact est reconnu lorsqu'elle reçoit le titre députée la plus travailleuse en mars 2021. Le 7 août 2021, le parti démocratique populaire d'Ouzbékistan nomine Vorisova pour être la candidate du parti lors de l'élection présidentielle d'octobre,,. Elle déclare alors que sa campagne est basée sur « le bien-être de la population, la réduction de la pauvreté durant la crise économique, la création d'emplois, régler les problèmes vécus par les femmes et protéger leurs intérêts ».
L'élection en soi n'est pas compétitive. Le président sortant, Shavkat Mirziyoyev, étant virtuellement garanti de l'emporter dans un pays n'ayant jamais vécu d'élections libres. Ce dernier remporte 80,4% du vote contre 6,6% pour Vorisova, ce qui lui vaut une deuxième place considérée comme surprenante par certains observateurs tels Bruce Pannier.

## Honneurs
En 2018, Vorisova reçoit l'ordre « Sogʻlom avlod uchun ».

## Vie personnelle
Vorisova est mariée à un ingénieur identifié comme A. Vorisov. Ensemble, ils ont trois enfants.